# Olcott (Nova York)
Olcott és una concentració de població designada pel cens dels Estats Units a l'estat de Nova York. Segons el cens del 2000 tenia 1.156 habitants.

## Demografia
Segons el cens del 2000, Olcott tenia 1.156 habitants, 476 habitatges, i 315 famílies. La densitat de població era de 97,2 habitants per km².
Dels 476 habitatges en un 29% hi vivien nens de menys de 18 anys, en un 53,4% hi vivien parelles casades, en un 7,6% dones solteres, i en un 33,8% no eren unitats familiars. En el 27,3% dels habitatges hi vivien persones soles el 10,1% de les quals corresponia a persones de 65 anys o més que vivien soles. El nombre mitjà de persones vivint en cada habitatge era de 2,42 i el nombre mitjà de persones que vivien en cada família era de 2,93.
Per edats la població es repartia de la següent manera: un 23,4% tenia menys de 18 anys, un 8,1% entre 18 i 24, un 24% entre 25 i 44, un 29,3% de 45 a 60 i un 15,2% 65 anys o més.
L'edat mediana era de 41 anys. Per cada 100 dones de 18 o més anys hi havia 103,2 homes.
La renda mediana per habitatge era de 42.386 $ i la renda mediana per família de 52.000 $. Els homes tenien una renda mediana de 36.250 $ mentre que les dones 22.344 $. La renda per capita de la població era de 17.599 $. Entorn del 5,3% de les famílies i el 8,4% de la població estaven per davall del llindar de pobresa.

## Poblacions més properes
El següent diagrama mostra les poblacions més properes.